# Terzan 1
Terzan 1 est un amas globulaire situé à environ 20 000 années-lumière de la Terre dans la constellation du Scorpion. C'est l'un des quelque 150 amas globulaires appartenant à la Voie lactée. Terzan 1 est également une source de rayons X. 